# المطرح الحزة (الطويلة)

تعديل مصدري - تعديل

المطرح الحزة هي إحدى قرى عزلة بني سري بمديرية الطويلة التابعة لمحافظة المحويت، بلغ تعداد سكانها 160 نسمة حسب تعداد اليمن لعام 2004.